# Centotheca philippinensis
Centotheca philippinensis là một loài thực vật có hoa trong họ Hòa thảo. Loài này được (Merr.) C.Monod mô tả khoa học đầu tiên năm 1971.